# كروكت جونسون
كروكت جونسون (بالإنجليزية: Crockett Johnson)‏ هو كاتب للأطفال ورسام توضيحي ورسام أمريكي، ولد في 20 أكتوبر 1906 في نيويورك في الولايات المتحدة، وتوفي في 11 يوليو 1975 في كونيتيكت في الولايات المتحدة بسبب سرطان الرئة.

## وصلات خارجية
- كروكت جونسون على موقع IMDb (الإنجليزية)
- كروكت جونسون على موقع ديسكوغز (الإنجليزية)
- كروكت جونسون على موقع قاعدة بيانات الفيلم (الإنجليزية)